# 科羅佩茨 (利維夫州)
49°40′9″N 24°53′25″E / 49.66917°N 24.89028°E
科羅佩茨（羅馬化：Koropets）是烏克蘭西部的村莊，隸屬利維夫州的佐洛奇夫區。該村始建於1427年，面積1.71平方公里，海拔高度311米，2021年人口267，人口密度每平方公里179.7人。